# Isaac Casaubon
Isaac Casaubon, também por vezes Isaac Casaubono (Genebra, 18 de fevereiro de 1559 - Londres, 1 de julho de 1614) foi um erudito protestante e humanista, ativo primeiro na França e mais tarde na Inglaterra. É considerado o mais importante estudioso helenista da sua época.

## Vida
Casaubon nasceu em Genebra, filho de pais huguenotes que haviam fugido das perseguições religiosas da França. Foi educado pelo pai até a juventude e entrou para a Academia de Genebra, onde passou a dar aulas de grego. Em 1586 foi à França lecionar na Universidade de Montpellier, e daí partiu a Paris, a convite de seus amigos eruditos. Em 1600 chegou à cidade, onde tomou parte de uma disputa religiosa entre católicos e protestantes sobre a Eucaristia. Nesta disputa, Casaubon apoiou a visão católica, o que lhe valeu o ressentimento protestante. Em Paris trabalhou na Biblioteca Real, mas recusou-se a se converter ao catolicismo.
Em 1610, após o assassinato de Henrique IV de França, seu protetor, Casaubon mudou-se à Inglaterra. Foi bem recebido pelo rei, Jaime I, assim como pelos arcebispos anglicanos, o que o fez converter-se à Igreja Anglicana e trabalhar na Catedral da Cantuária. Trabalhou na refutação do Catolicismo, especialmente contra as ideias de César Barônio e seus Annales eclesiastici, uma história cristã da humanidade escrita desde uma perspectiva antiprotestante. Em 1611 adotou a cidadania inglesa, morrendo em Londres em 1614. Está sepultado na Abadia de Westminster.

## Obra
Como humanista, Casaubon destacou-se na edição de obras de escritores gregos clássicos. Em 1587, em Genebra, Casaubon publicou uma edição da obra de Estrabão e comentários ao Novo Testamento. Na mesma cidade publicou em 1590 as obras de Aristóteles em grego e latim, seguida em 1592 por uma edição d'Os Caracteres de Teofrasto, o que permitiu um ressurgimento do interesse pelo autor.
Em Paris, sua edição mais importante foi a dedicada ao historiador Políbio. Na Inglaterra redatou uma refutação ao cardeal César Barônio, publicando a primeira parte em 1614. Morreu sem terminá-la, mas o tomo editado foi uma importante obra para a teologia da época.

## Ocorrências na Literatura
O narrador-personagem do romance O Pêndulo de Foucault, de Umberto Eco, chama-se Casaubon em referência ao erudito.